# Zapteryx exasperata
Zapteryx exasperata is een vissensoort uit de familie van de Trygonorrhinidae. De wetenschappelijke naam van de soort is voor het eerst geldig gepubliceerd in 1880 door Jordan & Gilbert.